# Ray Moyer
Ray Moyer (Santa Barbara, 21 de fevereiro de 1898 — Los Angeles, 6 de fevereiro de 1986) é um diretor de arte estadunidense. Venceu o Oscar de melhor direção de arte em três ocasiões: por Samson and Delilah, Sunset Boulevard e Cleopatra.